# فینال جام حذفی فوتبال انگلستان ۱۹۹۷

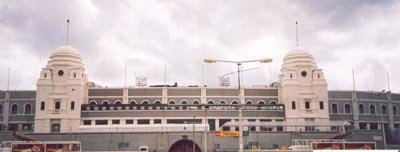
استادیوم اصلی ومبلی (تخریب شده در سال 2003) در لندن، با برج های دوقلو.

فینال جام حذفی فوتبال انگلستان ۱۹۹۷، رقابت پایانی جام حذفی فوتبال انگلستان در سال ۱۹۹۷ میلادی است که مابین دو تیم باشگاه فوتبال چلسی و باشگاه فوتبال میدلزبورو در ورزشگاه ومبلی لندن برگزار شده‌است.
این مسابقه که در تاریخ ۱۷ مه ۱۹۹۷ انجام شده‌است با نتیجه ۲ بر ۰ به سود تیم باشگاه فوتبال چلسی به پایان رسید.